# Nacionalni park Niokolo-Koba
Nacionalni park Niokolo-Koba (francuski: Parc National du Niokolo Koba, PNNK) je nacionalni park u istočnom Senegalu, u blizini granice s Gvinejom Bisau i Gvinejom. Park se nalazi u gorskom području gornjeg toka rijeke Gambija, a svojim lučnim oblikom smješten je u tri seneglaske pokrajine, Casamance, Kolda i Tambacounda. Visina ovog područja ima raspon od 16 do 311 metara.
Nacionalni park Niokolo-Koba je osnovan 1954. godine i proširen je 1969. godine, tako da sada pokriva površinu od 9130 km². Upisan je 1988. godine na UNESCO-ov popis mjesta svjetske baštine u Africi zbog njegove velike bioraznolikosti. Naime, park prekrivaju šumovite savane i polupustinjske južnoafričke šume s velikim močvarnim i sezonski poplavljenim područjima. U parku obitava 330 vrsta ptica (kao što su Crnokruni ždral, Orao borac, i dr.), 20 vrsta vodozemaca, 60 vrsta riba, 38 vrsta reptila (uključujući 4 vrste kornjača) i oko 80 vrsta sisavaca kao što su: Afrički bivol (Syncerus caffer), Nilski konj, Divovska antilopa (Taurotragus derbianus), Afrički slon, Afrički lav, Čimpanza, Močvarna antilopa (Kobus ellipsiprymnus), Obična antilopa, Crveni kolobus (podvrsta tzv. europskih majmuna), Leopard i Afrički divlji pas.
Zbog degredacije lokaliteta, niskog broja populacije sisavaca, problema uprave i lošeg utjecaja predložene brane na Gambijsoj rijeci, ovaj lokalitet je smješten na popis ugroženih mjesta svjetske baštine 2007. godine.
- Selo Dindefelo
- Slap Dindefelo
- Put u parku
- Chlorocebus u parku